# أورغ كهربائي

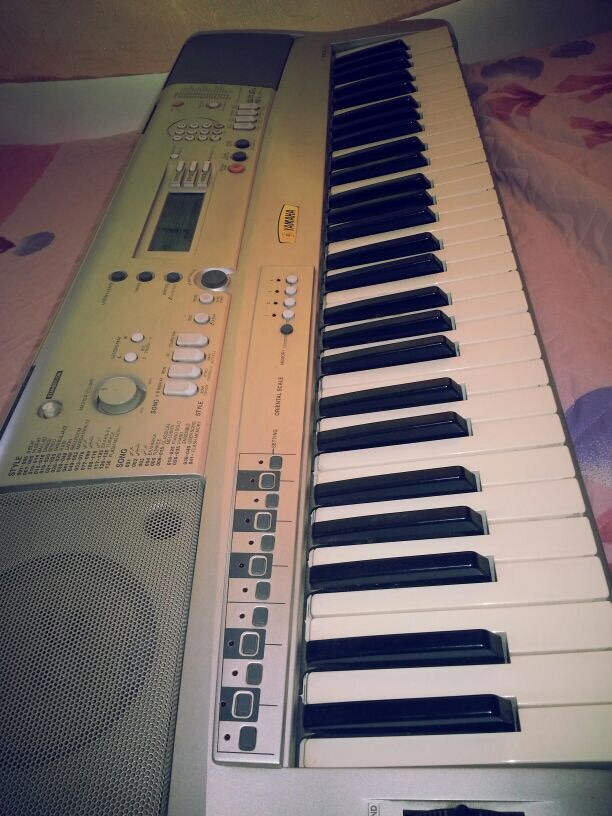
اورغ كهرباءي شخصي من نوع Yamaha PSR 300 oriental

الأورغ الكهربائي آلة موسيقية ذات لوحة مفاتيح شبيه بالبيانو، ويعرف أيضاً باسم (الاورج) أو (الكيبورد).

## دارات إلكترونية
صُنع أول أورج كهربائي في عام 1935 على يد الأمريكي لورنس هاموند الذي استخدم دارات كهربائية ومضخمات لإنتاج الأصوات والنغمات وتضخيمها
يصنع الجسم الخارجي للأورج الكهربائي من البلاستيك والخشب والمعدن، ويمكن إنتاج مجال أصوات واسع جداً بواسطة هذه الآلة
استخدم الأورغ الكهربائي بشكل كبير من قبل فرق الروك في الستينات وما بعدها

## اورج
آلة موسيقية ذات لوحة مفاتيح شبيه بالبيانو، ويتم إنتاج الأصوات في الأورج الكهربائي عن طريق دارات إلكترونية.
وتصنع المفاتيح الموسيقية لهذه الآلة من مادة العاج أو البلاستك الصلب وتتم إنتاج الصوت عن طريق وجود لوحة إلكترونية اسفل لوحة المفاتيح مغطاة بقطع مطاطي تحوي مادة الكاربون

## الأصوات الصادرة
والجدير بالذكر أن هذه الآلة يمكنها أن تصدر أصواتاً تشابه مختلف الآلات الموسيقية، كما أنها تتمتع بإمكانية التقاط الأصوات الطبيعية (سامبل) وتخزينها ليمكن استخدامها فيما بعد.

## المقطوعات المحفوظة
بعض أنواع الأورغ يحتوي على مقطوعات جاهزة للاستخدام ويمكن ضبط سرعتها للإستخدمات المختلفة، كما يمكن ضبط المقطوعات بشكل يدوي لاستخدامها فيما بعد.